# HC TPS säsong 2008/2009
HC TPS, HC TPS Turku Oy eller bara TPS, är ishockeysektionen i sportklubben TPS i Åbo.
De inledde säsongen 2008-2009 mycket darrigt, tränaren Hannu Virta fick sparken i slutet av oktober. Som ny tränare kom Kai Suikkanen. Han fick nog en hopplös uppgift eftersom TPS hade cirka 5-10 poäng upp till 13:e platsen då han blev tränare. Den 25 november slog man Tappara med 2-0 vilket gjorde att man kom bort från jumboplatsen. I julpausen låg man på 11:e plats. I början av januari var man nära att återigen bli jumbo. Den 15 januari spelade man mot Ässät och vann med 2-0. Man höll sig stabilt mellan plats 10 och 11 efter det. I Finland är det så att de 10 bästa får spela slutspel och de 4 sämsta får spela ligakval. Skillnaden mellan dessa två saker är enormt stor. Spänningen höll i sig till den sista omgången den 5 mars då man mötte HIFK, som inte hade något att spela för. Den kvällen vann TPS med 6-4. Samtidigt spelades också matchen Lukko-Ilves, om Lukko skulle vinna på förlängning skulle TPS hamna utanför slutspelet trots att de segrat. Den matchen slutade 0-1 vilket innebar att det efter många om och men blev slutspel för TPS.
I trösteplayoffset fick TPS återigen HIFK som motståndare. TPS skrällvann med 2-0 i matcher, mest tack vare Alexander Salak som endast släppte in 2 skott av 70 i båda matcherna. Matcherna slutade 1-3 och 4-1.
I kvartsfinalen bjöds man på motstånd av grundserieettan JYP. Det blev en mycket spännande serie - JYP vann endast med 4-2 i matcher - mest tack vare Åbopubliken (fullsatt hall i den avgörande matchen) och återigen Alexander Salak. TPS slutplacering 2009 blev alltså 8:e, en stor framgång om man tänker på hur det såg ut under säsongen.